# Kim ngân lá mốc
Kim ngân lá mốc (danh pháp khoa học: Lonicera hypoglauca) là một loài thực vật có hoa trong họ Kim ngân. Loài này được Miq. mô tả khoa học đầu tiên năm 1866.